# Euzoïos d'Antioche
Euzoïos d'Antioche ou Euzoïus d'Antioche (en grec ancien : Εὐζώιος) (? - 378) est un évêque grec originaire d'Alexandrie.

## Biographie
Euzoïos, d'origine grecque, est né à Alexandrie né au début du IVe siècle. Il meurt en 378. 
Il fut évêque d'Antioche de 360 à 376. Ancien compagnon d'Arius, prêtre alexandrin à l'origine de l'arianisme, Euzoïos était membre de l'Église homéenne.
Euzoïos est considéré comme l'auteur de la collection d'Antioche, le premier corpus canonique de l'Église chrétienne,.